# 34141 Antonwu
34141 Antonwu è un asteroide della fascia principale. Scoperto nel 2000, presenta un'orbita caratterizzata da un semiasse maggiore pari a 2,9063138 au e da un'eccentricità di 0,0483233, inclinata di 1,11961° rispetto all'eclittica.